# Micromoema xiphophora
Micromoema xiphophora – gatunek ryby z rodziny strumieniakowatych (Rivulidae), jedyny przedstawiciel rodzaju Micromoema.